# Oncidium epidendroides
Oncidium epidendroides är en orkidéart som först beskrevs av Carl Sigismund Kunth, och fick sitt nu gällande namn av Johann Georg Beer. Oncidium epidendroides ingår i släktet Oncidium och familjen orkidéer. Inga underarter finns listade i Catalogue of Life.

## Bildgalleri

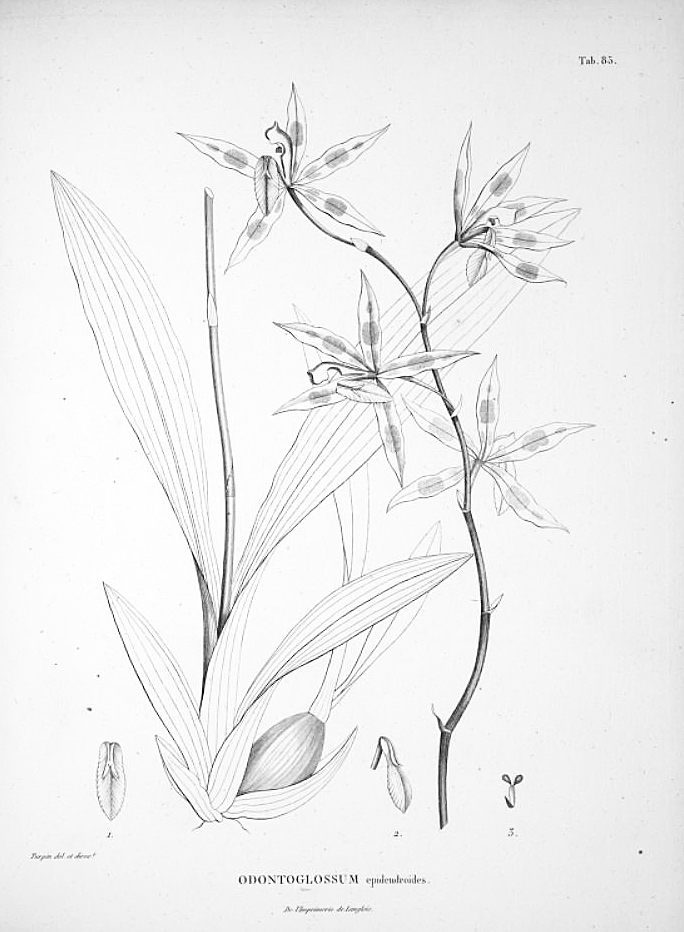
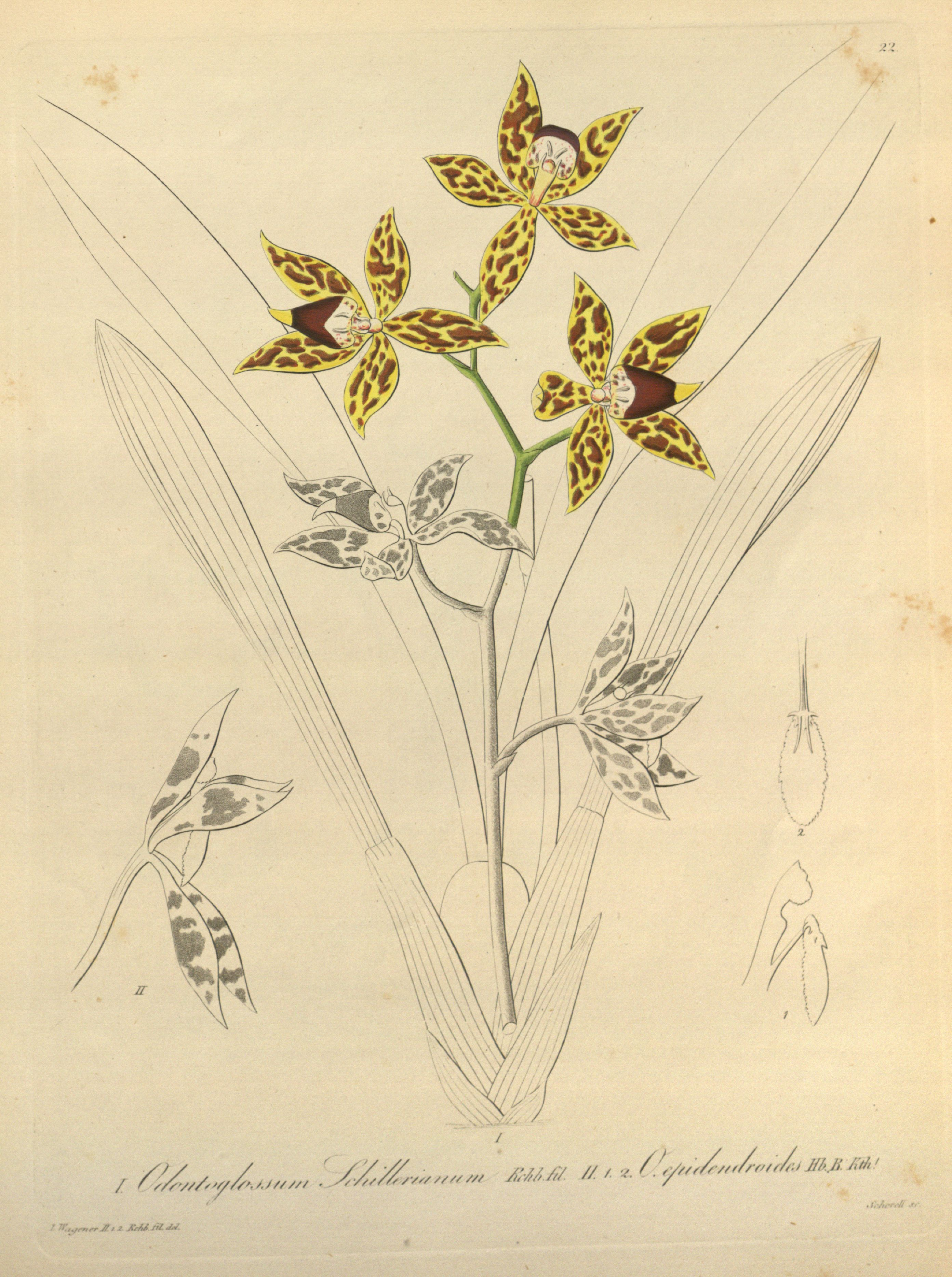